# Ilchom Theater
Het Ilchom Theater (Oezbeeks:  Ilhom teatri, Russisch: Ильхом Театр Марка Вайля, Ilchom Teatr Marka Vajla) is een theater in Tasjkent, Oezbekistan.
Ilchom werd ten tijde van de Sovjet-Unie in 1976 opgericht door Mark Weil. Het wordt wel het eerste vrije theater van de Sovjet-Unie genoemd. Het werd gedreven zonder subsidies en vrij van staatscensuur, aanvankelijk niettemin ook met onbetaald personeel. Vanwege de avant-gardistische en regeringskritische stukken werd het theater op aanraden van de KGB in 1982 in haar voortbestaan bedreigd. De opkomende perestrojka verhinderde het verbod echter. Een terugkerend thema was de verhouding van de islamitische wereld tot homoseksualiteit. In 2007 verloor het theater zijn oprichter en drijvende kracht, toen Weil voor zijn woning door messteken om het leven werd gebracht.
Ilchom brengt hedendaagse in combinatie met de Tasjkentse theatervormen en -technieken, improvisatie, circusacts en Oezbeeks straattheater. Het theater kent een multi-etnische samenstelling en er worden meerdere talen gesproken. In de producties is daardoor een mix te zien van Oezbeekse, Russisch, oosterse en westerse invloeden.
Naast het theater is er ook een filmstudio, de Ilchom Studio. Verder kent het theater een toneelschool en dient het als paraplu voor een groot aantal andere culturele activiteiten.
In 2011 werd het Ilchom Theater onderscheiden met een Prins Claus Prijs.